# حادثه کی‌اوی ساکا
حادثه کی‌اوی ساکا (به ژاپنی: 紀尾井坂の変); به حادثه ۱۴ مه سال یازدهم دوره میجی، (برابر با سال ۱۸۷۸) منجر به ترور شخصیت برجسته اصلاحات میجی، اوکوبو توشیمیچی در محله کی‌اوی در چیودا-کو، توکیو در ژاپن اشاره دارد.